# Dysdera mucronata
Dysdera mucronata är en spindelart som beskrevs av Simon 1910. Dysdera mucronata ingår i släktet Dysdera och familjen ringögonspindlar. Inga underarter finns listade i Catalogue of Life.